# Sans Souci Theatre
Sans Souci Theatre var en historisk brittisk teater i Calcutta i Indien, grundad 1839 och aktiv till 1849. Det var den enda brittiska teatern i Calcutta och Indien, och stadens främsta scen under sin tid. 
Den grundades av Esther Leach, en av stjärnorna från Chowringhee Theatre, som ersättning för den förra teatern. Teatern rönte stor framgång under sina första år, och attraherade både indisk och brittisk publik. År 1848 uppträdde för första gången en indisk skådespelare på scen, Baboo Baishnab Charan Addy i titelrollen av Othello. Teatern kunde dock inte helt återhämta sig från Leachs död 1843, och ekonomiska problem tvingade den att stänga 1849. Någon ny teater grundades inte för att ersätta den och i fortsättningen gästades Calcutta endast av resande teatersällskap, medan teaterskolorna på David Hare Seminary och Oriental Seminary blev dess enda permanenta teatrar. 